# Diaphorina aegyptiaca
Diaphorina aegyptiaca är en insektsart som beskrevs av Puton 1892. Diaphorina aegyptiaca ingår i släktet Diaphorina och familjen rundbladloppor. Inga underarter finns listade i Catalogue of Life.